# Pisenor macequece
Espèce
Synonymes
- Diplothele macequece Tucker, 1920

Pisenor macequece est une espèce d'araignées mygalomorphes de la famille des Barychelidae.

## Distribution
Cette espèce est endémique du Mozambique.

## Description
La femelle holotype mesure 13,5 mm.

## Publication originale
- Tucker, 1920 : Contributions to the South African Arachnid Fauna. II. On some new South African spiders of the families Barychelidae, Dipluridae, Eresidae, Zodariidae, Heracliidae, Urocteidae, Clubionidae. Annals of the South African Museum, vol. 17, p. 439-488 (texte intégral).